# Pinsà borroner taronja
El pinsà borroner taronja (Pyrrhula aurantiaca) és una espècie d'ocell de la família dels fringíl·lids (Fringillidae) que habita boscos i matolls del nord del Pakistan i zona limítrofa del nord-oest de l'Índia.